# Eccrisis abdominalis
Eccrisis abdominalis là một loài bọ cánh cứng trong họ Cerambycidae.